# Niko: Repülj a csillagokig
Niko: Repülj a csillagokig (eredeti cím: Niko – Lentäjän poika) 2008-ben bemutatott finn-dán-ír-német 3D-s számítógépes animációs film, amelyet Michael Hegner és Kari Juusonen rendezett.
A forgatókönyvet Mark Hodkinson, Marteinn Thorisson és Hannu Tuomainen írta. A producere Hannu Tuomainen és Petteri Pasanen. A zeneszerzője Stephen Mckeon. Gyártója a Anima Vitae, a A. Film A/S, a Pictorion Magma Animation és a Magma Films. Műfaja filmvígjáték.

## Szereplők
| Szereplő      | Eredeti hang         |
| ------------- | -------------------- |
| Niko          | Olli Jantunen        |
| Julius        | Hannu-Pekka Björkman |
| Wilma         | Vuokko Hovatta       |
| Fekete Farkas | Vesa Vierikko        |
| Räyskä        | Jussi Lampi          |
| Rimppa        | Risto Kaskilahti     |
| Essie         | Minttu Mustakallio   |
| Prancer       | Dennis Schmidt-Fob   |
| Oona          | Elina Knihtilä       |